# 尼古拉·伊万诺夫 (自行车运动员)
尼古拉·伊万诺夫（Nikolai Ivanov，1989年7月1日—），哈萨克斯坦男子自行车運動員。

## 簡歷
2009年2月，尼古拉·伊万诺夫參加亞洲單車錦標賽，在男子團體追逐賽，贏得銅牌。